# Acacia intermedia
Acacia intermedia é uma espécie de leguminosa do gênero Acacia, pertencente à família Fabaceae.